# Electra (entreprise)
Pour les articles homonymes, voir Electra.
Electra est une compagnie d'électricité et des eaux du Cap-Vert.
Le 17 avril 1982, elle est issue de la fusion des sociétés Electricidade e Água do Mindelo (EAM), Central Eléctrica da Praia (CEP) et Electricidade e Água do Sal (EAS).